# Bremerhaven
Bremerhaven [bʁeːmɐˈhaːfən] är en kretsfri stad i den tyska delstaten Bremen med en yta av 78,86 kvadratkilometer och en befolkning som uppgår till 116 847 invånare (2005). Staden är belägen cirka 53 kilometer norr om Bremen vid floden Geestes utlopp i Wesers utflöde i Nordsjön och den är därmed en utomordentlig såväl inlands- som högsjöhamn.
Motorvägen A27 från Cuxhaven passerar i omedelbar anslutning till Bremerhaven i riktning mot A7 strax norr om Hannover.
Bremerhaven är Tysklands viktigaste fiskehamn och genom sin omfattande containertrafik av utomordentlig betydelse för bilmarknaden. I staden finns också båtvarv och livsmedelstillverkning. Bremerhaven är en av den tyska marinens största baser.
Bremerhaven grundades 1827 som uthamn till Bremen och växte snabbt. 1850 fanns här 3 500 innevånare, 1870 10 000 och 1910 24 165. Huvudhamnen med sina tre Kaiserhafen byggdes 1876–1909. Efter en kraftig nedgång under första världskriget då hamnen var blockerad återhämtade sig staden efterhand och växte samman med staden Wesermünde, 1939 fanns här 25 816 innevånare. Under andra världskriget bombades staden häftigt av brittiskt flyg.

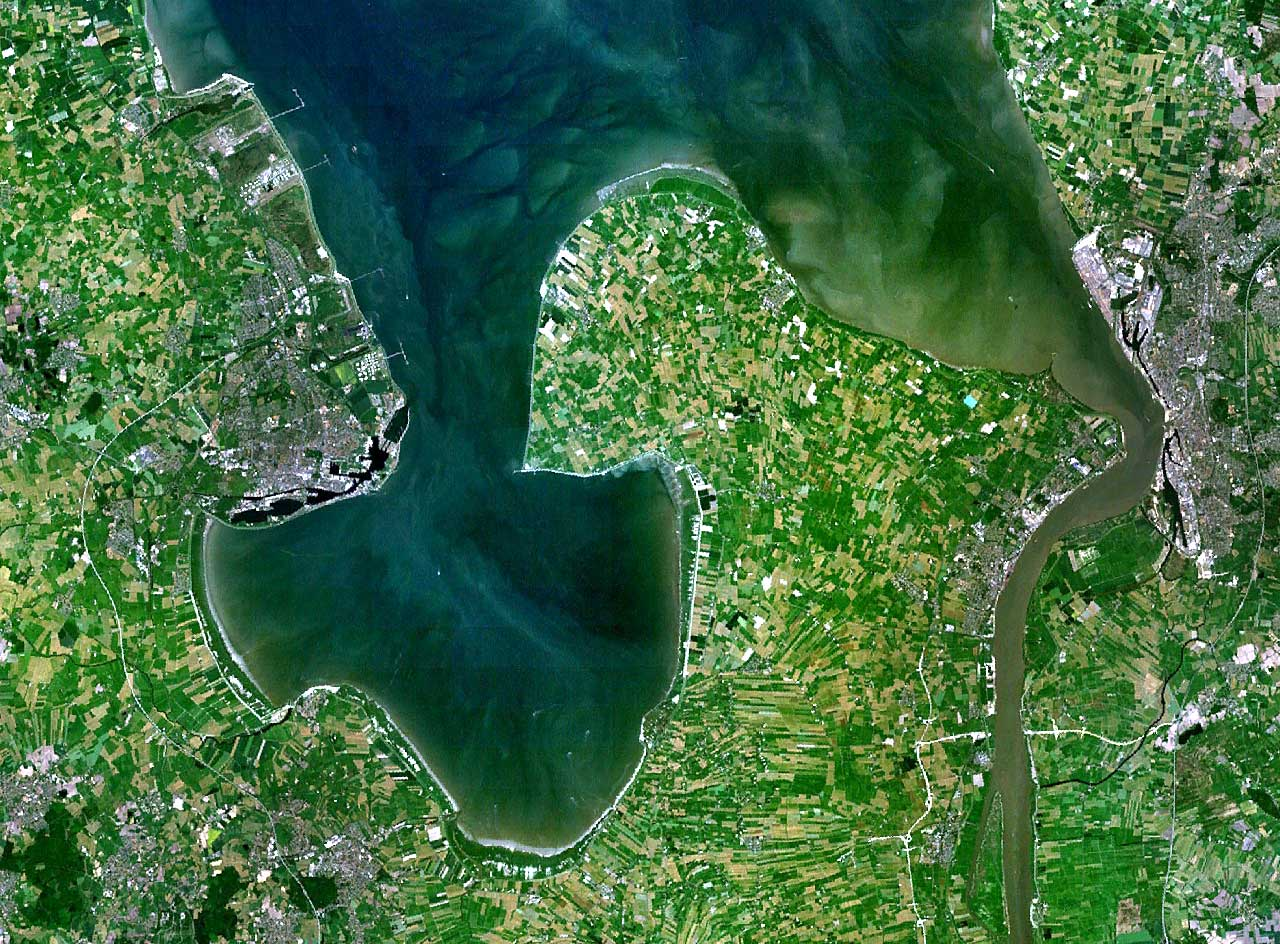
Bremerhaven ligger vid floden Wesers mynning till höger på denna satellitbild
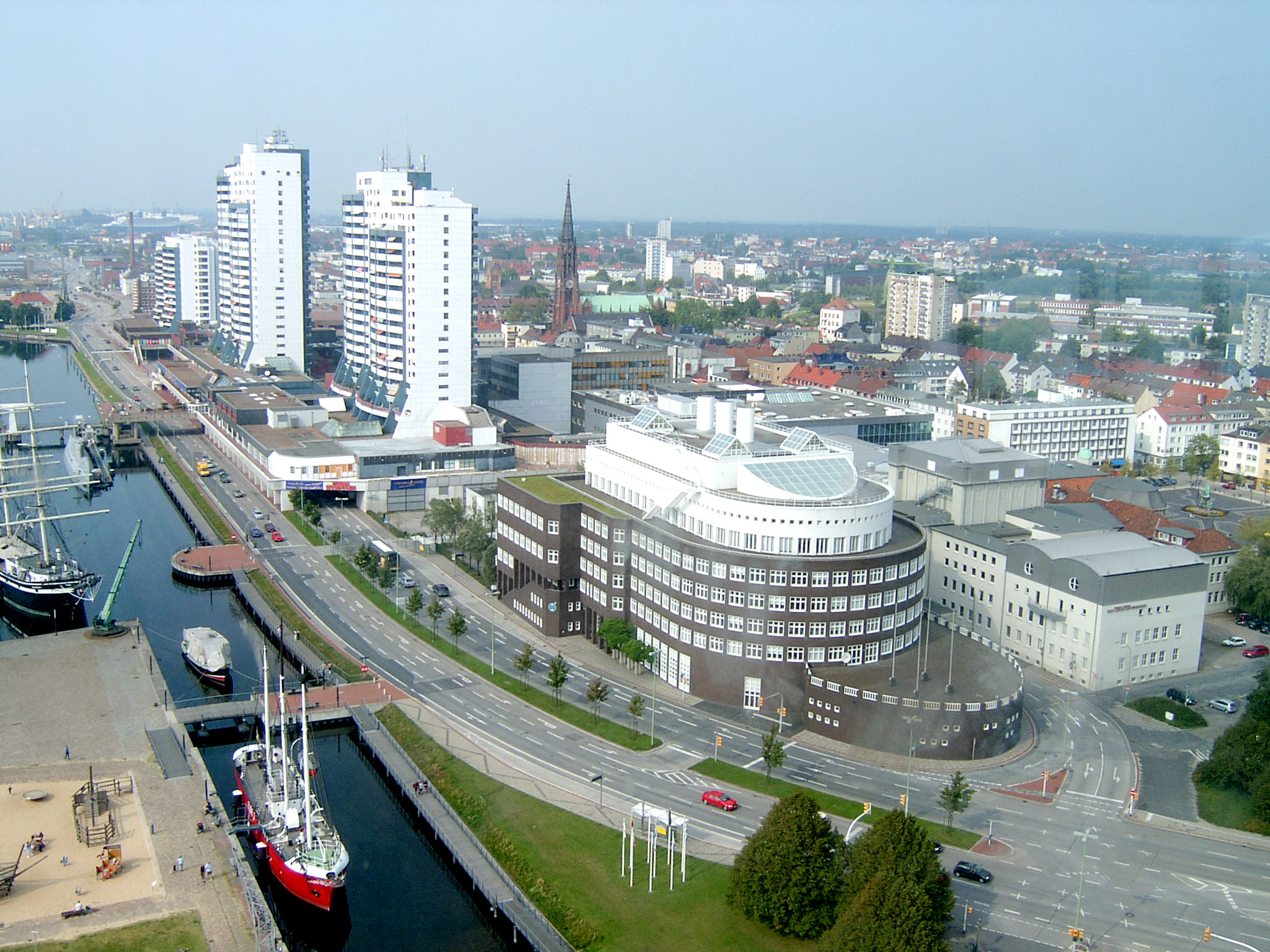
Vy över Bremerhaven
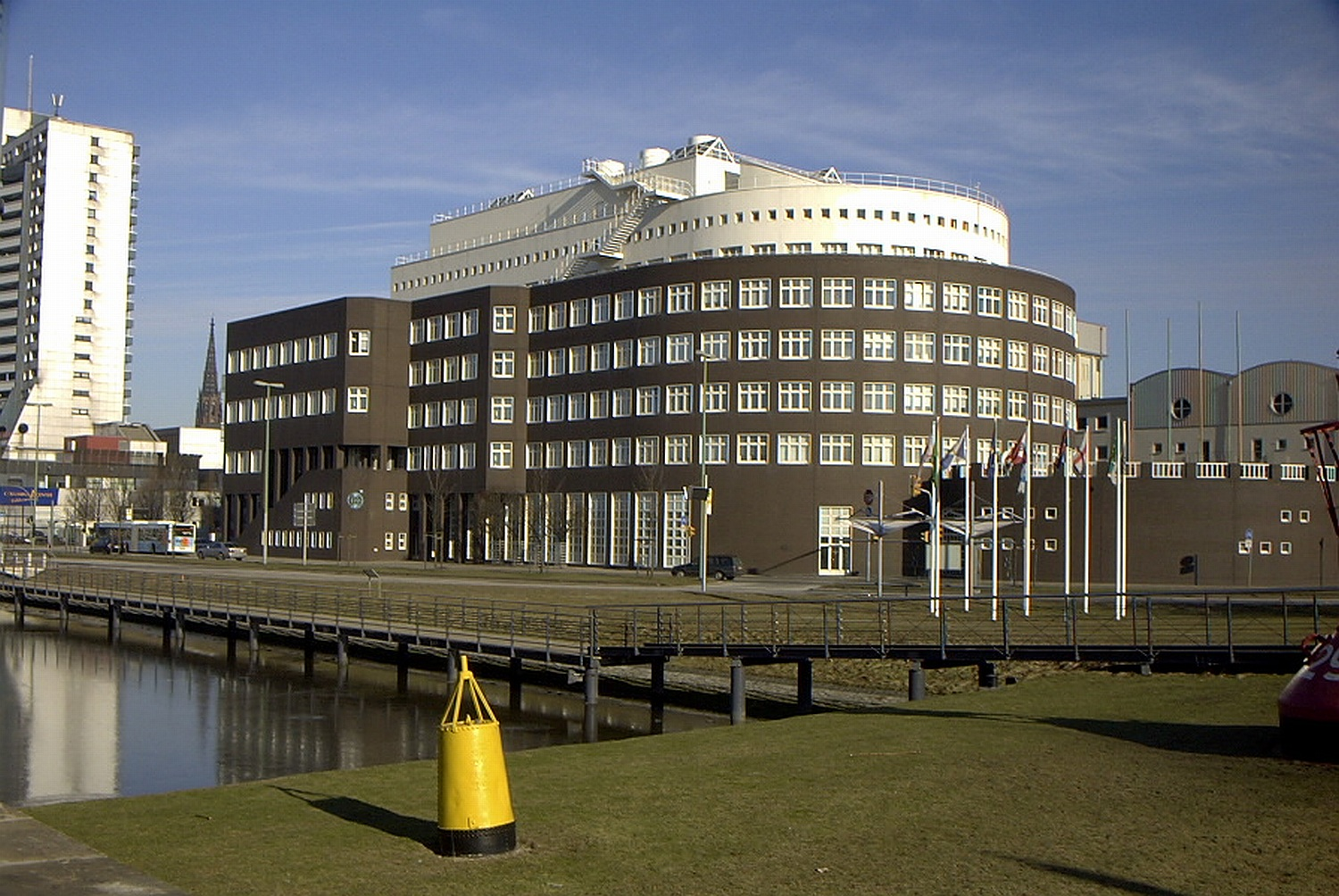
Alfred Wegener Institut

## Kända personer
- Lale Andersen, sångerska – Lili Marleen
- Adolf Butenandt, biokemist, nobelpristagare 1939